# Керн, Эдуард Эдуардович
Эдуард Эдуардович Керн (1855 ― 1938) ― русский ботаник и лесовод-дендролог, педагог. Специалист по прикладной ботанике и сельскохозяйственной мелиорации. Профессор, тайный советник, доктор сельскохозяйственных наук, директор Санкт-Петербургского лесного института с 1899 по 1905 год.

## Биография

### Происхождение
Родился в Москве в 1855 году. Его отец Эдуард Керн (нем. Eduard Friedrich Kern; 1819—1896), коллежский советник, преподавал ботанику в Московском университете; согласно некоторым предположениям, он был представителем древнего дворянского рода и приходился дальним родственником «пушкинским Кернам» ― Ермолаю Фёдоровичу Керну, мужу Анны Петровны Керн, однако веских доказательств этому утверждению нет. Мать — Матильда-Анна Визе (1834—1856). Брат — генерал-лейтенант Александр-Генрих Эдуардович Керн (1856 — после 1935). 

### Образование
В 1875 году окончил Первую Московскую гимназию, в 1879 году ― естественное отделение физико-математического факультета Московского университета, после чего остался там же для подготовки к получению профессорского звания по кафедре сравнительной анатомии. В следующем году поступил на лесное отделение Петровско-Разумовской земледельческой академии (в настоящее время МСХА им. К. А. Тимирязева), которое окончил в 1883 году.

### Лесная служба и педагогическая деятельность
После окончания Земледельческой академии для ознакомления с методами преподавания лесных наук и образцовыми лесными хозяйствами был послан Министерством государственных имуществ на два года в командировку за границу. По возвращении в Россию, поступил на лесную службу управляющим государственными имуществами Тульской и Калужской губерний. С 1887 по 1889 год работал лесничим Подгороднего лесничества Тульской губернии.
В 1896 году написал книгу, посвящённую опыту работы в тульских лесах: в частности, Керн установил, что всеобщий подъём лесного дела, а также недостаток в лесе побудил многих частных землевладельцев Тульской губернии заняться лесоразведением, и наиболее обширные площади леса были созданы: графами Бобринскими в Епифанском и Богородицком уездах, Шатиловыми в Новосильском уезде, Сухово-Кобылиным и Левицкими в Чернском уезде, князьями Голицыными в Епифанском и Новосильском уездах.
С 1899 по 1905 год занимал пост директора Императорского лесного института. С 1910 по 1912 год читал там же курс лесоуправления. После введения в Лесном институте автономии Керн был назначен членом совета главноуправляющего землеустройством и земледелием.

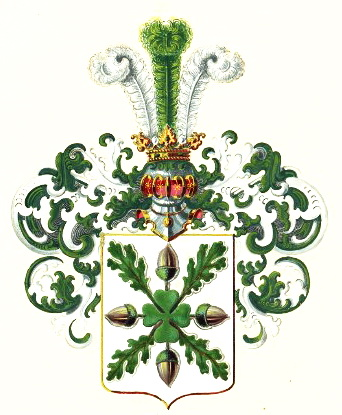
Герб рода Кернов

Действительный статский советник с 1901 года. В 1904 году Керну был выдан диплом на дворянское достоинство, удостоенный Высочайшего подписания. Дворянский герб придумал «под себя», с «лесными геральдическими украшениями».
В 1908―1917 гг. — председатель постоянной лесокультурной комиссии при Лесном департаменте. Примерно в эти же годы руководил постройкой Воронежского сельскохозяйственного института. В 1906―1917 гг. — председатель Лесного общества и его почётный член.
Тайный советник с 1914 года.

#### После революции
С 1918 года — ординарный профессор Иваново-Вознесенского политехнического института (также был деканом лесного факультета). В 1923 году переехал в Москву, где в Петровской сельскохозяйственной академии занял место профессора, а также некоторое время был деканом лесного факультета. После слияния лесного факультета Московской сельскохозяйственной академии с Московским лесотехническим институтом был деканом лесохозяйственного факультета МЛТИ и читал курсы: «Введение в лесное хозяйство», «Лесоуправление» и «Лесные мелиорации». С 1925 года работал в отделе новых культур Всесоюзного института прикладной ботаники и новых культур (в настоящее время ВИР — Всероссийский институт растениеводства).
По совокупности трудов Керну была присуждена учёная степень доктора сельскохозяйственных наук.
В 1925 году был отнесен «к четвёртой категории ученых, как пользующихся европейской известностью». В 1929 году Советское правительство присвоило ему персональную пожизненную пенсию. Однако уже в начале 1930-х над ним сгущаются тучи: в 1932―1933 гг. он некоторое время провёл в заключении как «вредитель в сельском хозяйстве», но дальнейшего ходу уголовному делу не дали. В 1935 году был репрессирован его младший брат Александр-Генрих Эдуардович, царский генерал. НКВД с подозрением относилось к родственным связям с агрономом-эмигрантом Александром Ивановичем Стебутом и к близкому знакомству Керна с Николаем Ивановичем Вавиловым, который вскоре также был подвергнут репрессиям.
Точные обстоятельства смерти Керна в 1938 (или 1937) году неизвестны, вероятно, он мог умереть своей смертью, избегнув дальнейшего преследования со стороны властей.

### Научные работы
Всего оставил после себя 235 научных трудов. Керн был автором статей по самым различным вопросам: лесоразведению, мелиорации, дендрологии, истории Лесного общества и др. Первые его научные были посвящены ботаническим и фитопатологическим темам — о ферменте кефира, о растительном паразите сосны — Caeoma pinitorquum. Многие его монографии неоднократно переиздавались: «Ива, ее значение, разведение и употребление» (1889 год), «Овраги, их закрепление, облесение и запруживание» (1891 год), «Очерки по лесоводству» (1925 год), «Лес» (1928 год), «Пески и овраги» (1931 год).

### Личная жизнь
Во время пребывания в Тульской губернии познакомился с Глафирой Дамиановной Тимофеевской, представительнице известного купеческого рода, на которой впоследствии женился. Семья жила в поместье в селе Сежа, находившееся на речке с одноимённом названием. Здесь с 1888 по 1901 год Эдуард Эдуардович, стремясь облегчить жизнь крестьян, посадил лес на пахотных землях и неудобьях. Поместье Керна граничило с Ясной Поляной, поместьем Л. Н. Толстого. Оба они были хорошо знакомы, Керн помогал советом писателю в деле благоустройства его поместья.
В семье было четверо детей:
- Михаил Эдуардович (1889―1917/19), увлекался археологией и живописью. Участник Первой мировой войны, также служил на Кавказе. Пропал без вести, считался погибшим.
- Екатерина Эдуардовна (в замужестве Стебут) (1885―1968), окончила Высшие женские сельскохозяйственные курсы в Москве. Вышла замуж за Александра Ивановича Стебута (1877―1952), учёного-агронома, профессора Белградского университета. С 1919―1920 гг. ― в эмиграции в Югославии.
- Константин Эдуардович (более известный как архимандрит Киприан) (1899―1960) ― деятель Русской православной церкви заграницей, видный богослов[6].
- Анна Эдуардовна (в замужестве Юрковская) (1896?―1984), архитектор, проживала в СССР. Её мужем стал отставной ротмистр лейб-гвардии Уланского полка Корнилий Евгеньевич Юрковский, сын генерал-лейтенанта Евгения Корнильевича Юрковского (1833—1899). В 1937 г. супруги развелись.

### Наследие
Сеженский лес, памятник природы, который в большой степени является творением Эдуарда Эдуардовича, в настоящее время находится в неблагоприятном состоянии из-за близости промышленных производств, наличия бытового мусора и прочих факторов.